# Phyllodytes
Genre
Synonymes
- Amphodus Peters, 1873 "1872"
- Lophyohyla Miranda-Ribeiro, 1923
- Lophiohyla Miranda-Ribeiro, 1926

Phyllodytes est un genre d'amphibiens de la famille des Hylidae.

## Répartition
Les douze espèces de ce genre sont endémiques de l'Est du Brésil.

## Liste des espèces
Selon Amphibian Species of the World (9 juin 2017) :
- Phyllodytes acuminatus Bokermann, 1966
- Phyllodytes brevirostris Peixoto & Cruz, 1988
- Phyllodytes edelmoi Peixoto, Caramaschi, & Freire, 2003
- Phyllodytes gyrinaethes Peixoto, Caramaschi, & Freire, 2003
- Phyllodytes kautskyi Peixoto & Cruz, 1988
- Phyllodytes luteolus (Wied-Neuwied, 1824)
- Phyllodytes maculosus Cruz, Feio, & Cardoso, 2007
- Phyllodytes megatympanum Marciano, Lantyer-Silva, & Solé, 2017
- Phyllodytes melanomystax Caramaschi, Silva, & Britto-Pereira, 1992
- Phyllodytes punctatus Caramaschi & Peixoto, 2004
- Phyllodytes tuberculosus Bokermann, 1966
- Phyllodytes wuchereri (Peters, 1873)

## Homonymie
- Phyllodytes Gistel, 1848 nec Wagler, 1830 est un synonyme de Cornufer Tschudi, 1838.

## Publication originale
- Wagler, 1830 : Natürliches System der Amphibien : mit vorangehender Classification der Säugethiere und Vögel : ein Beitrag zur vergleichenden Zoologie. München p. 1-354 (texte intégral).